# John MacGregor
John MacGregor (* 24. Januar 1825 in Gravesend; † 16. Juli 1892 in Boscombe) war ein schottischer Reiseschriftsteller und Rechtsanwalt. Er gilt als wichtigster Pionier für die Verbreitung des Kanusports in Kontinentaleuropa.

## Leben
In den 1860er Jahren unternahm er mit seinem als „Rob Roy“ bezeichneten Boot zahlreiche Reisen auf deutschen Flüssen und sorgte mit seinem neuartigen Boot für Aufsehen. Diese Reisen hielt er in Buchform fest. Seine Aufzeichnungen gelten als eine der wichtigsten Quellen für die Erforschung der Geschichte des Kanusports.
1866 gründete MacGregor den Royal Canoe Club, der als ältester Kanusportverein der Welt gilt.

## Werke
- Tausend Meilen im „Rob Roy“ Canoe: Auf Flüssen und Seen Europas. [1865], ISBN 3-924580-20-0. books.google.de Ausgabe 1865
- Rob Roy auf der Ostsee: Eine Canoe-Reise durch Norwegen, Schweden, Dänemark, Schleswig-Holstein, die Nordsee und die Ostsee im Jahre 1866. ISBN 3-937343-79-2.
- Im Kanu auf heiligen Flüssen: Abenteuerliche Forschungsfahrt im „Rob Roy“ Canoe auf biblischen Gewässern. [1869], ISBN 3-924580-58-8. books.google.de Ausgabe 1870
- The voyage alone in the yawl “Rob Roy”: from London to Paris, and back. books.google.de